# Trialeurodes tentaculatus
Trialeurodes tentaculatus là một loài côn trùng cánh nửa trong họ Aleyrodidae, phân họ Aleyrodinae.
Trialeurodes tentaculatus được Bemis miêu tả khoa học đầu tiên năm 1904.